# U-280
Unterseeboot 280 foi um submarino alemão do Tipo VIIC, pertencente a Kriegsmarine que atuou durante a Segunda Guerra Mundial.
O U-280 esteve em operação no ano de 1943, realizando uma patrulha de guerra. Foi afundado no dia 16 de novembro de 1943 por cargas de profundidade lançadas por uma aeronave britânica Liberator (Sqdn. 86/M), causando a morte de todos os 49 tripulantes.

## Comandantes
| Comandante                 | Data                                             |
| -------------------------- | ------------------------------------------------ |
| Oblt. Walter Hungershausen | 13 de fevereiro de 1943 - 16 de novembro de 1943 |

## Subordinação
| Período                                       | Flotilha                  |
| --------------------------------------------- | ------------------------- |
| 13 de fevereiro de 1943 - 31 de julho de 1943 | 8. Unterseebootsflottille |
| 1 de agosto de 1943 - 16 de novembro de 1943  | 3. Unterseebootsflottille |

## Operações conjuntas de ataque
O U-280 participou das seguinte operações de ataque combinado durante a sua carreira:
- Rudeltaktik Körner (30 de outubro de 1943 - 2 de novembro de 1943)
- Rudeltaktik Tirpitz 3 (2 de novembro de 1943 - 8 de novembro de 1943)
- Rudeltaktik Eisenhart 3 (9 de novembro de 1943 - 15 de novembro de 1943)